# Dámaso (nombre)
Dámaso es un nombre propio masculino de origen griego en su variante en español. Proviene del griego Δάμασος (domador), de δαμάζω (domar).

## Santoral
11 de diciembre: San Dámaso.

## Variantes
- Femenino: Dámasa.

| Variantes en otras lenguas | Variantes en otras lenguas |
| -------------------------- | -------------------------- |
| Español                    | Dámaso                     |
| Alemán                     | Damasus                    |
| Asturiano                  | Dámasu                     |
| Búlgaro                    | Дамас (Damas)              |
| Catalán                    | Damas                      |
| Checo                      | Damasus                    |
| Corso                      | Damasiu                    |
| Croata                     | Damaz                      |
| Danés                      | Damasus                    |
| Esperanto                  | Damaso                     |
| Euskera                    | Damas                      |
| Finlandés                  | Damasus                    |
| Francés                    | Damase                     |
| Georgiano                  | დამასუს (Damasus)          |
| Griego                     | Δάμασος (Dámasos)          |
| Holandés                   | Damasus                    |
| Húngaro                    | Damáz                      |
| Inglés                     | Damasus                    |
| Islandés                   | Damasus                    |
| Italiano                   | Damaso                     |
| Latín                      | Damasus                    |
| Letón                      | Damass                     |
| Lituano                    | Damasas                    |
| Noruego                    | Damasus                    |
| Polaco                     | Damazy                     |
| Portugués                  | Dâmaso                     |
| Rumano                     | Damasus                    |
| Ruso                       | Дамасий (Damasij)          |
| Sardo                      | Dàmasu                     |
| Sueco                      | Damasus                    |
| Ucraniano                  | Дамасій (Damasij)          |